# Sinteren

Poeder wordt door verhitting en compressie gevormd tot een vaste massa

Sinteren is een proces waarbij korrels of poeder van bepaalde materialen worden verhit tot op een temperatuur waarop ze net niet smelten, waarna ze in de gewenste vorm worden gemodelleerd. Dit gebeurt al dan niet onder hoge druk. Op die manier groeien de contactpunten tussen de korrels, waardoor een zeer hard materiaal kan ontstaan. Er zijn bijvoorbeeld slechts weinig stoffen (onder andere diamant) die harder zijn dan gesinterde wolfraamcarbide (Widia, afkorting voor het Duitse wie Diamant).
Ook in de natuur komt sintering veelvuldig voor, bijvoorbeeld bij de vorming van gesteenten uit zand en klei.

## Types
- Vaste oplossing-sinteren; hierbij wordt geen vloeistof gebruikt: een poeder wordt hier via een bakproces omgezet tot een vaste oplossing.

- Vloeibaar-sinteren; is een complexer proces waarbij op de baktemperatuur een gedeelte van het materiaal vloeibaar is. Deze vloeistof zal, door capillariteit, trachten om alle spleetjes en poriën tussen de niet-gesmolten partikels op te vullen.

## Gebruik
- productie van sinter van ijzererts voor in een hoogoven
- productie van superhard materiaal
- productie van klinker (halffabricaat van cement)
- aanbrengen van anti-oxidatielaagje op metalen (wervelsinteren)
- bakken van aardewerk
- productie van rapid prototyping
- productie van filters voor pers- en ademluchtcircuits

### IJzererts

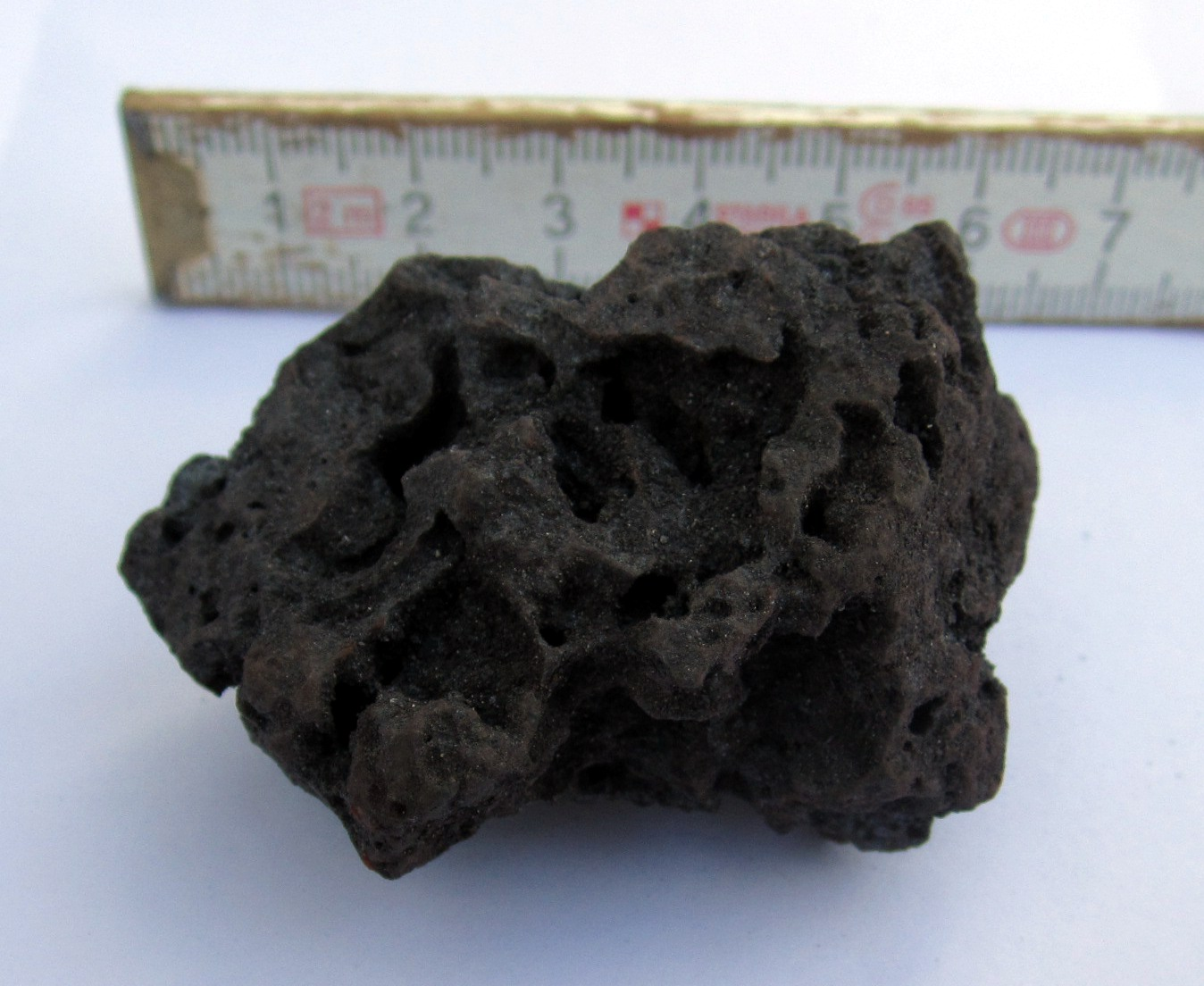
Sinter van ijzererts

Na de Tweede Wereldoorlog werd minder stukerts aangeboden en nam het aanbod van fijnerts toe. Deze laatste kon niet direct in de hoogovens worden gebruikt, omdat het de stroom van hete lucht in de hoogovens blokkeerde. Het fijnerts werd met behulp van een brandstof tot vuistgrote, poreuze brokken aaneengebakken. In de hoogoven kon de hete lucht de sinter passeren en raakten de luchtkanalen niet verstopt. Door te sinteren konden diverse fijnertsen worden gebruikt waardoor de afhankelijkheid van de schaarsere en duurdere stukertsen verminderde. De eerste sinterbanden werden in 1911 in de Verenigde Staten toegepast en de eerste sinterband in Europa volgde drie jaar later. In Nederland werd de eerste sinterband door Koninklijke Hoogovens in 1956 in gebruik genomen. Dankzij de lagere kosten voor ertsen en de hogere productie van de hoogovens werd in 1958 een tweede sinterband in IJmuiden gebouwd. Naast sinter worden tegenwoordig ook ijzeroxidepellets toegepast voor de ijzerproductie in hoogovens.